# Détrül Namzhung
Detrül Namzhung was de zeventiende tsenpo, ofwel koning van Tibet. Hij was een van de legendarische koningen en was de tweede van de acht middenkoningen met de naam Dé (100-300).